# Yuchi (Nantou)

Localisation du canton de Yuchi dans le comté de Nantou

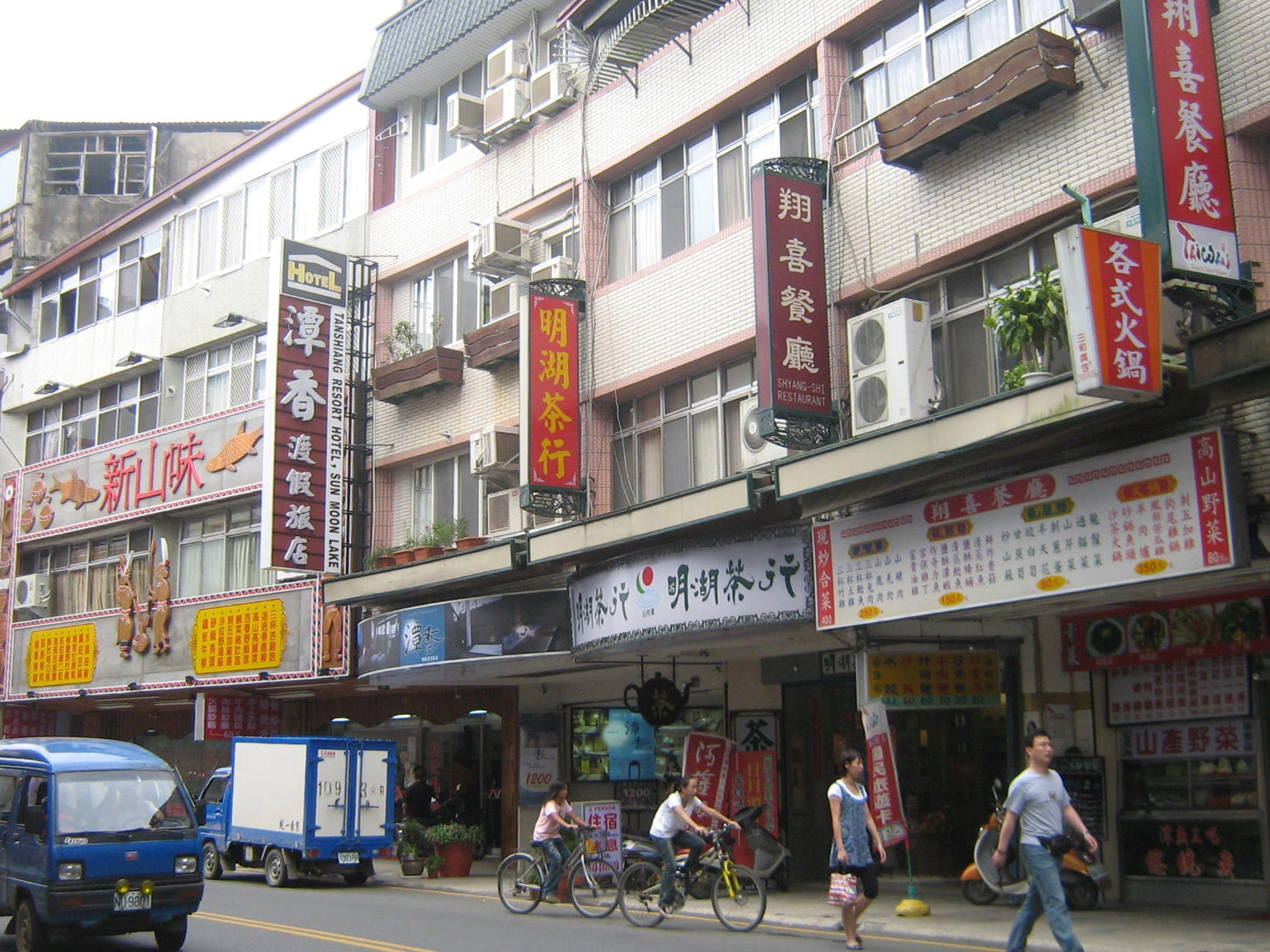
canton de Yuchi

Le canton de Yuchi (chinois : 魚池鄉 ; pe̍h-ōe-jī : hî-tî ; litt. « Etang à poisson ») est un canton rural localisé au centre du comté de Nantou, à Taïwan.

## Division administrative
- Village de Yuchi
- Village de Tungchi
- Village de Dalin
- Village de Tungguang
- Village de Gonghe
- Village de Xincheng
- Village de Dayan
- Village de Wucheng
- Village de Zhongming
- Village de Shuishe
- Village de Riyue
- Village de Toushe
- Village de Wudeng

## Lieux touristiques
- Pagode Ci En
- Réserve ornithologique du lac Dajhu
- Village de la culture autochtone formose[1]
- Temple Kong-ming
- Lalu
- Île de Lalu
- Park Peacock
- Mont Shueishe
- Mont Jinlong
- Sun Moon Lake
  - Sun Moon Lake Ropeway
- Temple Syuentzang
- Temple Wen Wu du Sun Moon Lake

## Accès
L'autoroute provinciale n°21 traverse Yuchi.